# Escif
|  | Pel que fa al tipus de ceràmica grega, vegeu Escif (ceràmica). |

Nacho Magro Huertas, conegut com Escif (en els primers anys signava com Escyf) és un artista urbà de la Ciutat de València que porta en actiu des de 1996-1997. Forma part del col·lectiu d'artistes urbans valencians XLF.
Escif és valencià, llicenciat en Belles Arts i especialista en art urbà per la Universitat Politècnica de València. Va començar realitzant els típics graffitis durant la segona meitat dels anys 90, per a anar evolucionant el seu estil fins a arribar a les seues intervencions actuals. En els seus treballs ha tractat temes socials com el cas Gürtel, la Primavera Valenciana, les retallades econòmiques o l'urbanisme de València. En 2014 va realitzar la portada del disc My favourite faded fantasy, de Damien Rice, i en 2015 va dissenyar la falla de Mossén Sorell - Corona, anomenada Tot el que sobra.
La seua obra representa un treball de reflexió que pot ser compartit amb altra gent, a qui es vol provocar i fer que es qüestione coses. Com els humoristes gràfics, Escif utilitza recursos com la sàtira, la hipèrbole o la juxtaposició. El 2017 realitzà una intervenció al solar de l'IVAM a la ciutat de València. i en 2018 fa un mural anomenat La vida és una altra cosa, de 600 metres quadrats en la Gran Via Ferran el Catòlic, impulsada per Greenpeace. El 2019 realitza un taller amb l'alumnat del CEIP Bernat Artola de Castelló dins la iniciativa Pintaescola 12 artistes, 12 escoles. És seleccionat per a participar a París a una iniciativa per a millorar la ciutat anomenada embellir Paris. en 2020 realitza la falla municipal del 2020, muntada a mitges per la Pandèmia de COVID-19. El 2021 participa a una exposició col·lectiva a Southampton, Anglaterra.

## Obres

### La corrupció, com la paella, enlloc es fa com a València
El graffiti fet en una fàbrica abandonada va aparèixer en l'almanac de la Fábrica Nacional de Moneda y Timbre, que posteriorment es va haver de retirar per aquesta cita i altres exabruptes anticlericals i trets de la filosofia popular.

### Tot el que sobra

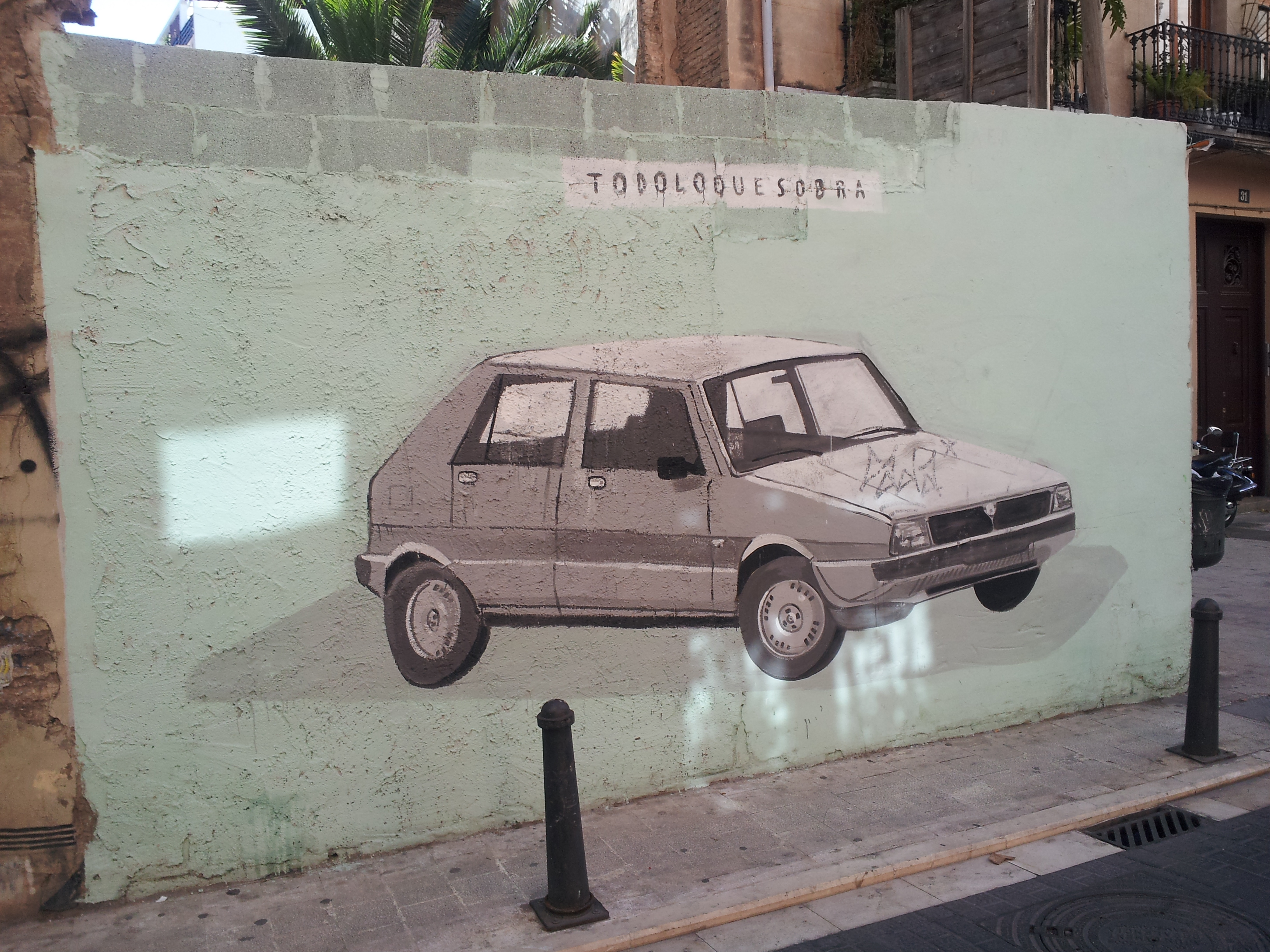
Graffiti dEscif al Carrer Corona, amb el lema i figura principal de la falla Tot el que sobra.

Tot el que sobra fou una falla plantada per Mossén Sorell - Corona en 2015. El projecte va ser presentat en novembre de 2014, presentant com esbós un Lancia Delta model antic, el mateix model del de l'alcaldessa de València Rita Barberà, que va ser motiu d'escarni a les xarxes socials quan Compromís per València denunciara que havia estat abandonat durant anys a l'aparcament de l'ajuntament. La falla naix amb intenció crítica, recuperant l'esperit originari de les falles. El cadafal va estar format per diferents figures separades i no tenia remat. Entre els ninots, a banda d'una reproducció del cotxe de Barberà, hi hagué dos automòbils més, bicicletes, contenidors de fem, i altres elements que en falles són apartats del carrer per a deixar espai per als cadafals. En la crema es va voler fer una semblança entre un acte vandàlic i enviar un missatge sobre diferents realitats de la Ciutat de València i la vinculació d'esta amb les falles i el foc. No es va presentar als premis d'Enginy i Gràcia de la Junta Central Fallera, per decisió presa en Junta General.

### Educación para la Ciudadanía

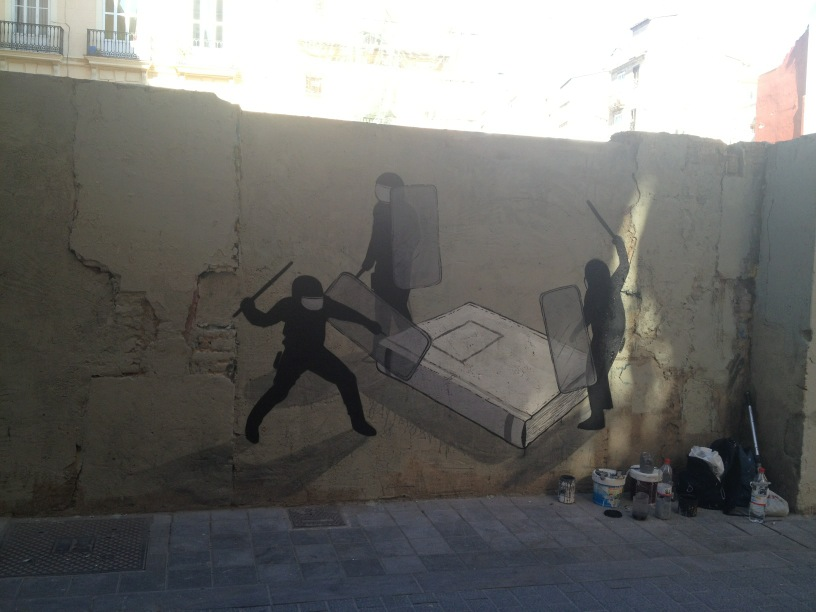
Educación para la ciudadanía

Educación para la ciudadanía va ser un mural realitzat per Escif en 2012. El nom de l'obra fa en referència a una assignatura del currículum escolar de la Llei Orgànica d'Educació, i fou feta poc després dels incidents de la Primavera valenciana contra les retallades en educació de la Generalitat Valenciana, quan agents de la policia nacional van carregar contra estudiants d'educació secundària que realitzaven protestes al carrer. També pot ser interpretat com una crítica a les retallades en educació.